# Bulbophyllum korinchense
Bulbophyllum korinchense là một loài phong lan thuộc chi Bulbophyllum.